# Platanus
Platanus - chi Huyền linh là một chi thực vật duy nhất còn tồn tại trong họ Platanaceae.

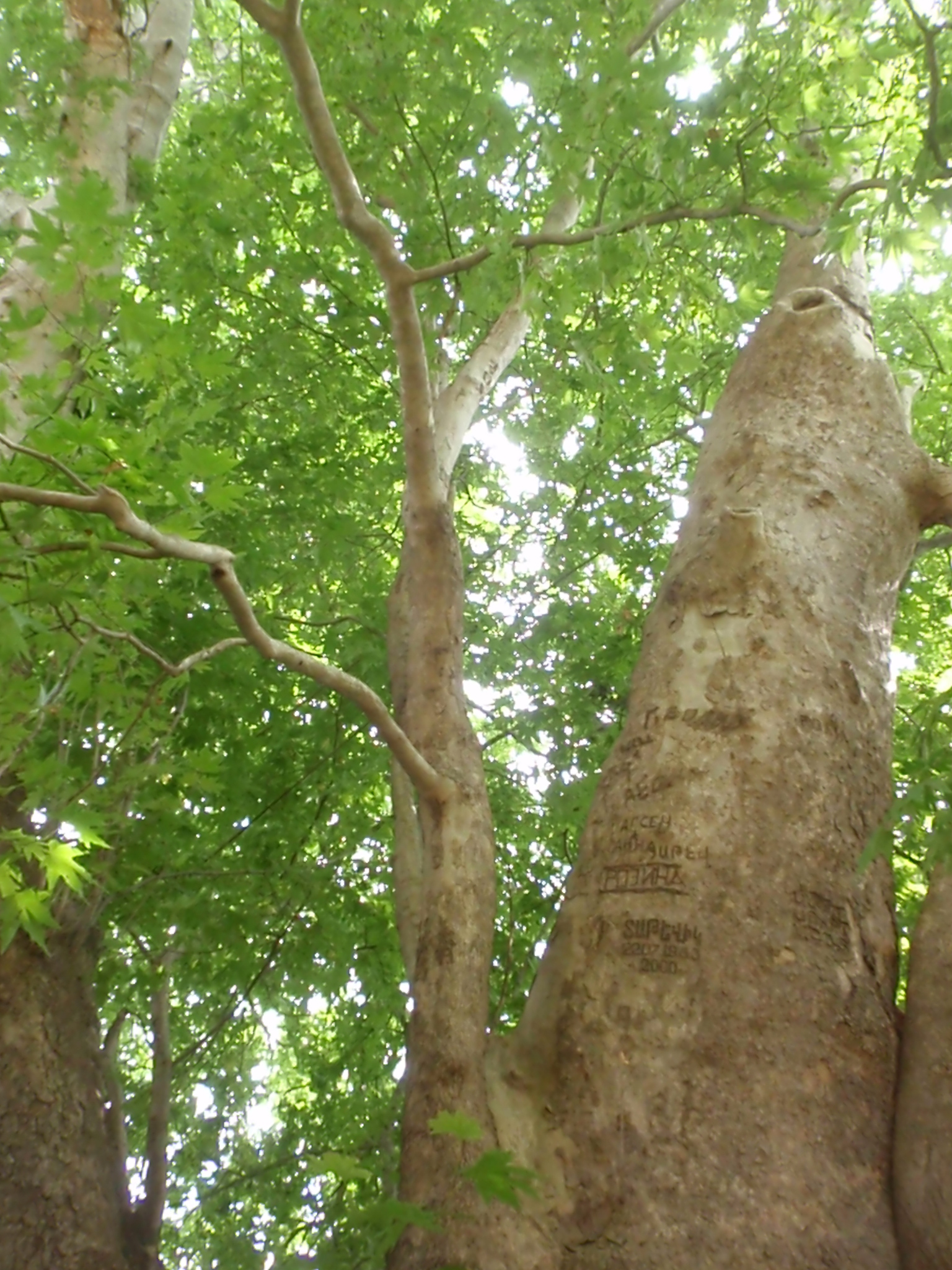
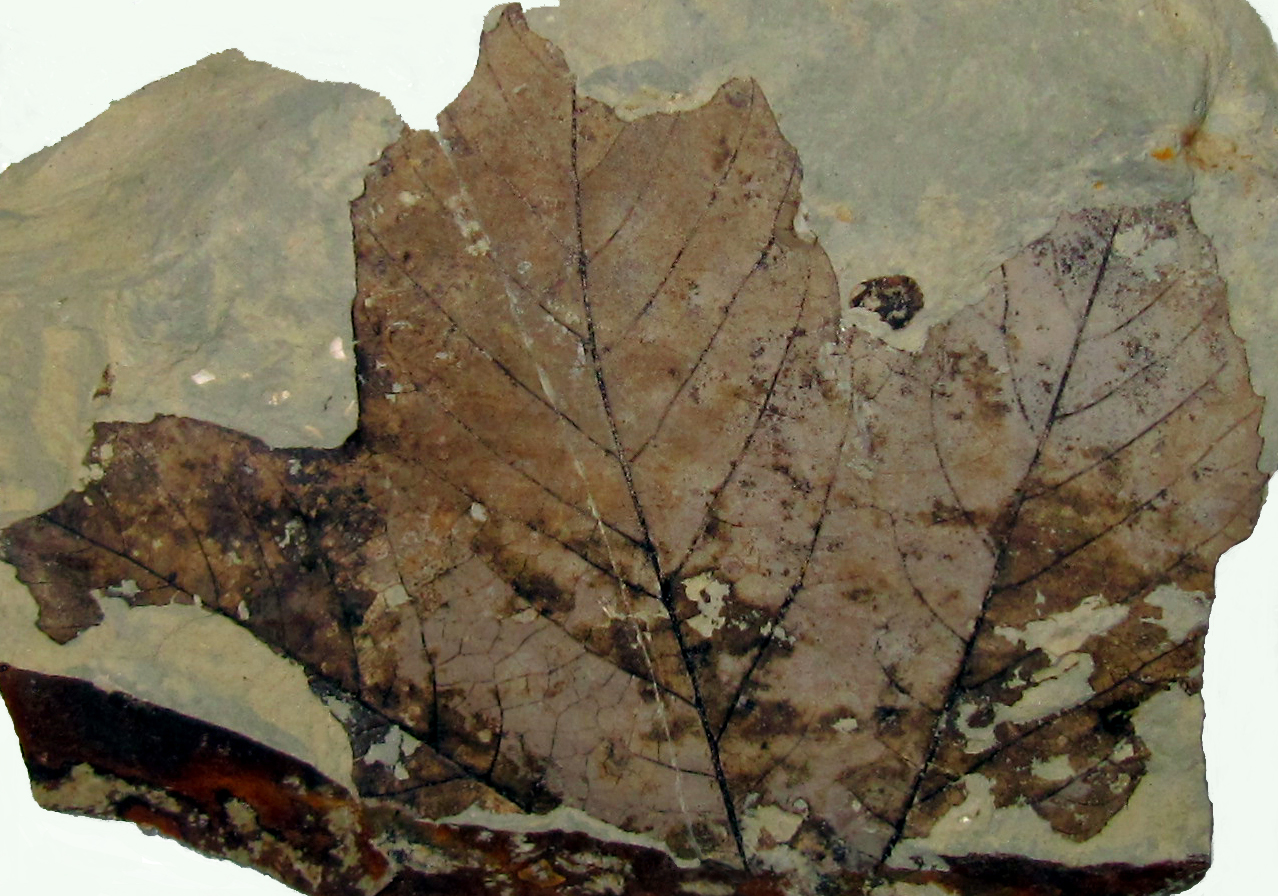
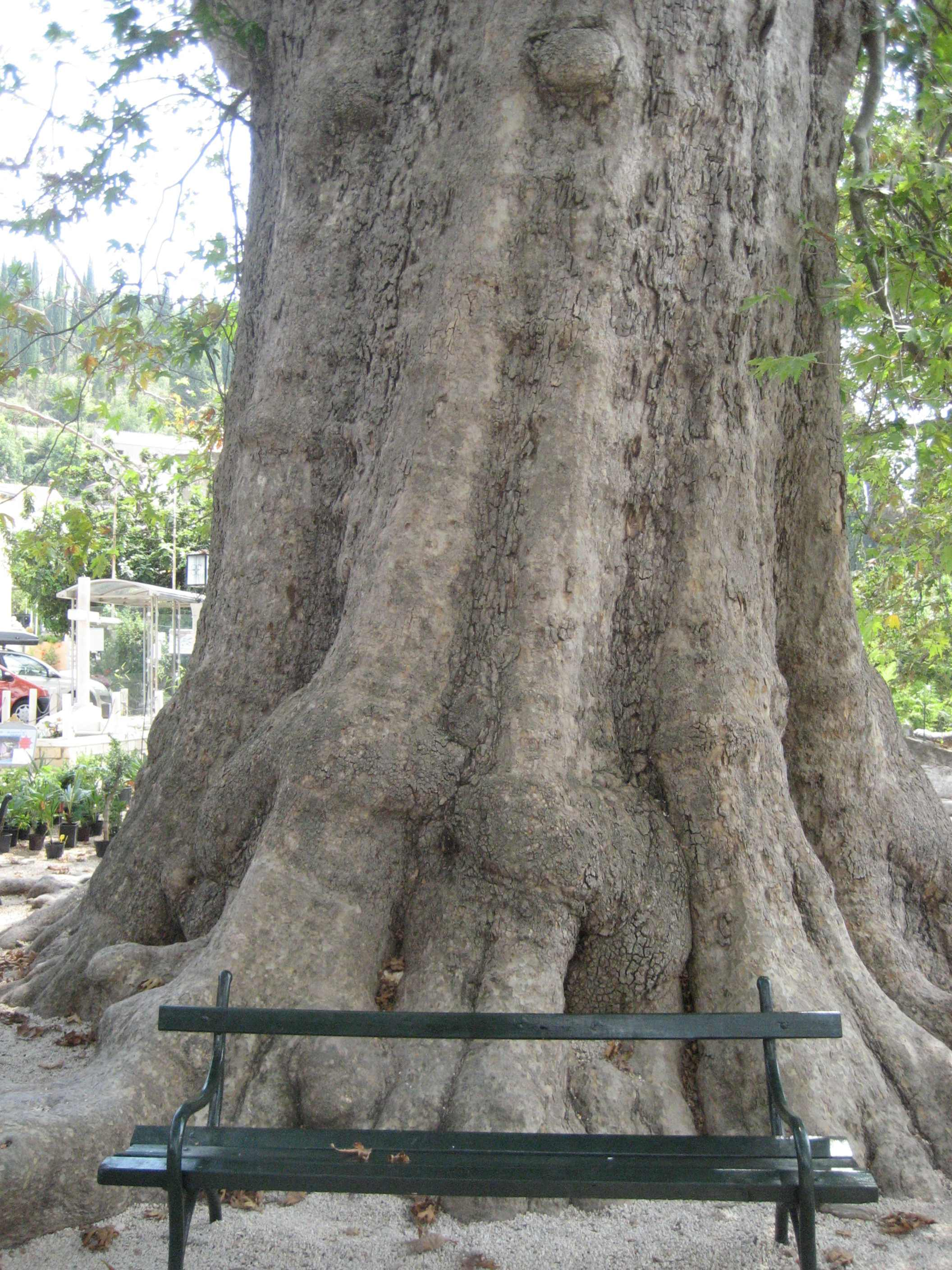

## Các loài
- Platanus × acerifolia (sun. P. occidentalis × P. orientalis, P. × hispanica, P. × hybrida)
- Platanus chiapensis
- Platanus gentryi
- Platanus kerrii
- Platanus mexicana
- Platanus oaxacana
- Platanus occidentalis
- Platanus orientalis
- Platanus racemosa
- Platanus rzedowskii
- Platanus wrightii